# Pierre-Adolphe Dammouse
Pour les articles homonymes, voir Dammouse.
Pierre-Adolphe Dammouse, né à Paris le 3 avril 1817 et mort le 17 juillet 1880 à Sèvres, est un sculpteur et céramiste français.

## Biographie
Pierre-Adolphe Dammouse est élève d'Antoine Louis Barye (1795-1875).
Il épouse Rose Victoire Papy à Paris le 5 avril 1845. De leur union naissent Albert Dammouse (1848-1926), céramiste et sculpteur, Édouard Dammouse (1850-1903), céramiste et peintre et Claire Gabrielle Dammouse, née à Sèvres le 2 février 1854, artiste peintre qui épousera Jules François Célos, sculpteur.

## Œuvres
- Paris, musée Carnavalet :
  - Portrait de Denis-Désiré Riocreux, (1791-1872), céramiste, directeur de la Manufacture de Sèvres de 1823 à 1872, 1859, médaillon en terre cuite[1] ;
  - Portrait d'homme, 1859, médaillon en plâtre[2].
- Sèvres, musée national de Céramique : Vase Boizot à fond rose, à monture en bronze[3].